# 锈链腹链蛇
锈链腹链蛇（学名：Hebius craspedogaster）为水游蛇科东亚腹链蛇属的爬行动物，俗名锈链游蛇。在中国大陆，分布于山西、江苏、浙江、安徽、福建、江西、河南、湖北、湖南、广东、广西、四川、贵州、陕西、甘肃等地，生活习性为半水栖。其主要生活于山区、常见于水域附近以及或路边、草丛中。其生存的海拔范围为100至1360米。该物种的模式产地在福建武夷山市挂墩。

## 保护
本种于2023年被收录入《有重要生态、科学、社会价值的陆生野生动物名录》。